# Karel Vaca
Karel Vaca (21. července 1919, Prostějov – 31. března 1989, Praha) byl český akademický malíř, ilustrátor, grafik, typograf, scénograf a kostýmní výtvarník.

## Život
Karel Vaca studoval v Praze užitou a reklamní grafiku, nejprve roku 1937 v Ateliéru Rotter a pak roku 1938 v Rotterově (Jedličkově) škole užitého umění. V letech 1945–1950 vystudoval v Praze Vysokou školu uměleckoprůmyslovou u profesora Emila Filly Po skončení studia krátce pracoval v textilní firmě v Prostějově jako podnikový výtvarník a reklamní grafik, ale ještě roku 1950 se stal umělcem ve svobodném povolání.
Jako scénograf a kostýmní výtvarník spolupracoval s Divadlem satiry a Národním divadlem v Praze, Státním divadlem v Brně a dalšími scénami. Vedle práce pro divadlo se věnoval malířství, užité grafice a knižním ilustracím (ilustroval nebo vytvořil obálky pro 141 knih). Byl také autorem 341 divadelních a filmových plakátů.
Ve své malířské tvorbě zobrazoval stylizované postavy žen, věnoval se zátiší a krajinám, které byly abstrahovány až přecházely do barevných polí. Byl členem skupiny Trasa. Zúčastnil se více než 260 kolektivních výstav po celém světě.

## Z knižních ilustrací

### Česká literatura
- Jaroslav Hašek: Z doby "Strany mírného pokroku v mezích zákona" (1956).
- Bohumil Hrabal: Ostře sledované vlaky (1980).
- Arnošt Lustig:  Můj známý Vili Feld (1961).
- Viktor Někrasov: Candát (1962).
- Ivan Olbracht. Podivné přátelství herce Jesenia (1960).
- Bohumila Sílová: Třicet koní Vénu honí (1954).

### Světová literatura
- Honoré de Balzac: Succubus, aneb, Běs sviňavý ženský (1969).
- Albert Camus: Cizinec; Pád (1966).
- Arthur Conan Doyle: Pes baskervillský (1964).
- Lion Feuchtwanger: Bratři Lautensackové (1978).
- Erle Stanley Gardner: Případ křivopřísežného papouška (1981).
- Graham Greene: Komedianti (1968).
- Gilbert Keith Chesterton: Povídky otce Browna (1966).
- Georges Simenon: Maigret se brání (1985).
- Gertrude Steinová: Hodná Anna (1960).
- Jules Verne: Doktor Ox (1955).
- Jules Verne: Honba za meteorem (1956).
- Jules Verne: Plovoucí ostrov (1955).
- Franz Werfel: Smrt maloměšťáka (1959).